# Parque nacional Hallasan
Parque nacional Hallasan (en coreano: 한라산국립공원) se encuentra en la provincia de Jeju-do, Corea del Sur. Fue señalado como el noveno parque nacional en 1970. Cuenta con la montaña más alta de Corea del Sur, el volcán Hallasan de la isla de Jeju. Fue declarado Reserva de la Biosfera de la UNESCO en 2002, y Patrimonio de la Humanidad en 2007.
El parque nacional Hallasan es administrado por provincia especial autónoma de Jeju. Es la única de los 20 parques nacionales que no está gestionado por el Servicio de Parques Nacionales de Corea.